# George Laffer

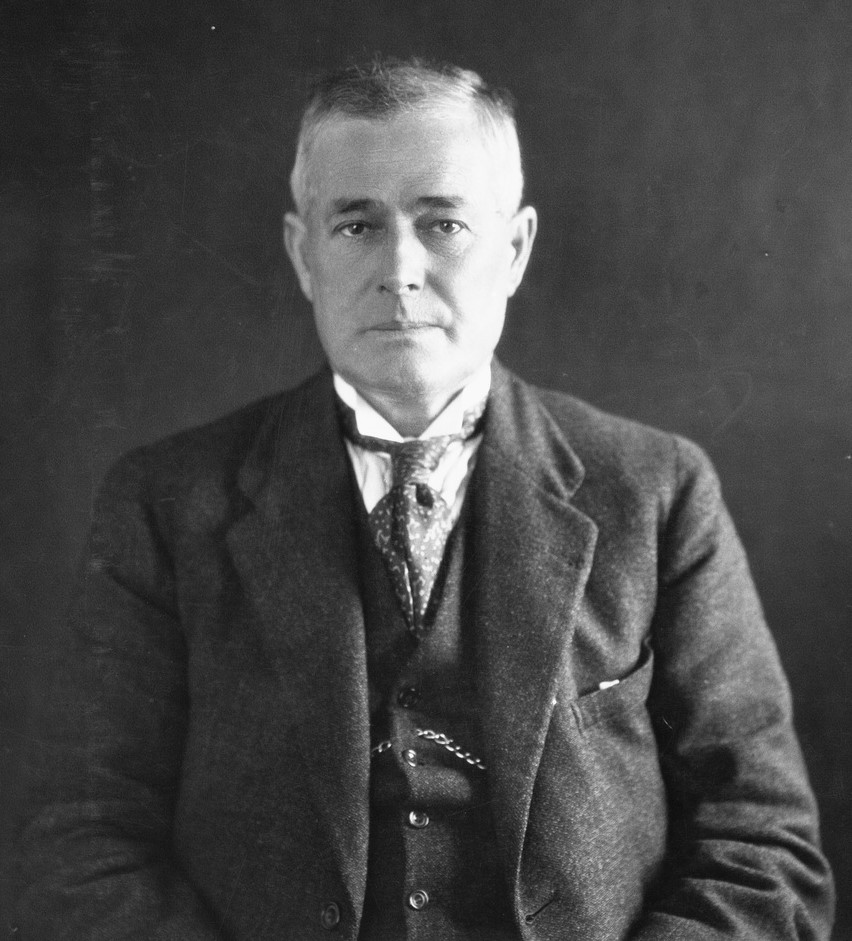
George Laffer (1925)

Hon. George Richards Laffer (* 1. September 1866 in Coromandel Valley, South Australia; † 7. Dezember 1933) war ein australischer Politiker der Liberal Union, der Liberal Federation und zuletzt Liberal and Country League (LCL), der unter anderem von 1913 bis 1933 Mitglied sowie zwischen 1927 und 1930 Sprecher des South Australian House of Assembly war.

## Leben

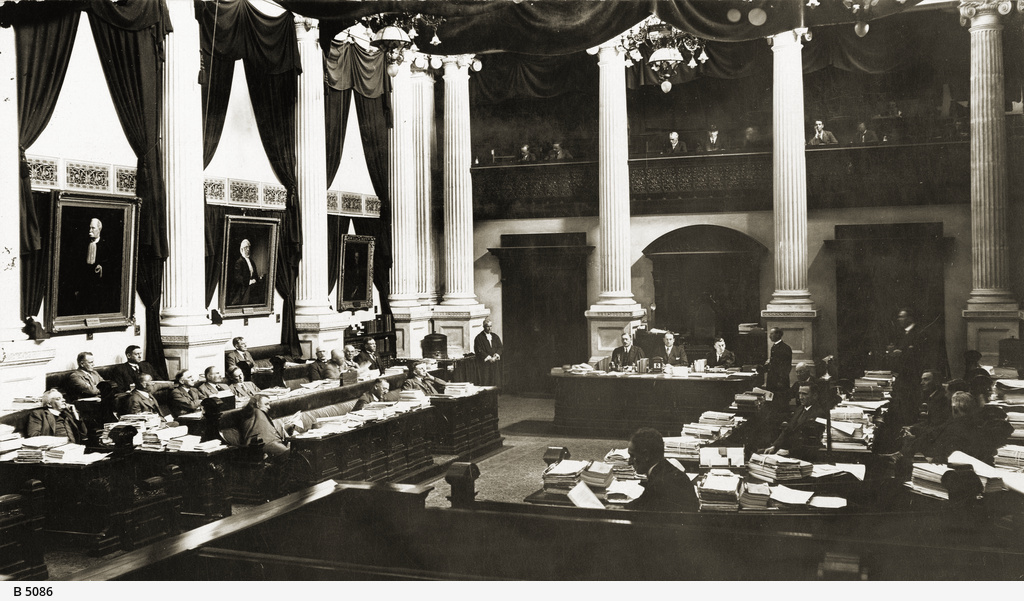
Laffer war von 1913 bis 1933 Mitglied sowie zwischen 1927 und 1930 Sprecher des South Australian House of Assembly, des Unterhauses des Parlaments.

George Richards Laffer, Sohn von Philip Frederick Laffer und dessen Ehefrau Elizabeth Jane Brown, stammte aus einer aus Cornwall eingewanderten Familie von Obstbauern und ließ sich nach dem Besuch der Mitcham Public School und des Prince Alfred College in Kent Town 1883 selbst als Obstbauer in Belair nieder. Sein politisches Engagement begann er in der Kommunalpolitik als Mitglied des Rates des Mitcham District Council, dem er neun Jahre lang angehörte und dessen Vorsitzender er zwischen 1901 und 1905 war. Er war zudem Mitgründer der Südaustralischen Obstbauernvereinigung (South Australian Fruitgrowers’ Association), des Beirates für Landwirtschaft (Advisory Board of Agriculture) und als Mitglied der Royal Agricultural and Horticultural Society of South Australia.
Nach dem Tode von William Blacker am 22. November 1913 wurde Laffer für die Liberal Union bei der erforderlichen Nachwahl (By-election) im damaligen Vier-Personen-Wahlkreis Alexandra erstmals zum Mitglied des South Australian House of Assembly gewählt, des Unterhauses des Parlaments von South Australia, und vertrat diesen Wahlkreis, der 1915 zu einem Drei-Personen-Wahlkreis wurde, bis zu seinem Tode am 7. Dezember 1933, wobei er ab dem 16. Oktober 1923 die aus der Liberal Union hervorgegangene Liberal Federation sowie seit dem 9. Juni 1932 die wiederum aus der Liberal Federation entstandene Liberal and Country League (LCL) vertrat. Bei der nach seinem Tode erforderlichen Nachwahl am 10. Februar 1934 wurde der Parteilose George Connor für den Wahlkreis Alexandra gewählt. Am 25. Juli 1918 wurde er als Nachfolger von Henry Chesson Vorsitzender der Ausschüsse (Chairman of Committees) und damit kraft Amtes als Deputy Speaker Stellvertreter des Sprechers der Legislativversammlung, Frederick Coneybeer. Er bekleidete diese Ämter bis zu seinem Rücktritt am 8. April 1920, woraufhin William Angus am 29. Juli 1920 seine Nachfolge antrat.
Nach diesem Rücktritt wurde George Laffer am 8. April 1920 in die Regierung von Premier Henry Barwell berufen und bekleidete in dieser bis zum 16. April 1924 die Ämter als Minister für Rückführungen (Minister of Repatriation) und Minister für Ländereien der Krone und Einwanderung (Commissioner of Crown Lands and Immigration) sowie nach einer Umbildung der Regierung zwischen dem 3. November 1922 und dem 16. April 1924 auch als Minister für Bewässerung (Minister of Irrigation). Am 28. August 1924 wurde ihm der Höflichkeitstitel The Honourable verliehen.
Nach der Wahl am 26. März 1927 wurde George Laffer auf der konstituierenden Sitzung am 17. Mai 1927 als Nachfolger von Frederick Birrell von der Australian Labor Party (ALP) als Speaker zum Sprecher des House of Assembly gewählt. Er bekleidete das Amt des Parlamentspräsidenten bis zum 26. Mai 1930, woraufhin der ALP-Politiker Eric Shepherd am 27. Mai 1930 neuer Sprecher wurde.
Seine am 15. Juni 1892 in Blackwood geschlossene Ehe Adelaide Annie Maria Kelsey blieb kinderlos.

## Hintergrundliteratur
- Parliament of South Australia: Statistical Record of the Legislature 1836–2007 (Memento vom 11. März 2019 im Internet Archive)
- Gordon Desmond Combe: Responsible Government in South Australia, Band 1, Wakefield Press, 2009, ISBN 978-1-86254-843-5 (Onlineversion (Auszug))